# Burg Hus
Die Ruine der Burg Hus (deutsch Burg Gans) liegt in den Ausläufern des Böhmerwaldes, zwei Kilometer westlich des Ortsteiles Blažejovice auf dem Gebiet der Gemeinde Zbytiny im Okres Prachatice (Tschechien).

## Geographie
Die Burgruine der Spornburg befindet sich am südlichen Fuße des Panský vrch (834 m) gegenüber der Wüstung Cudrovice (Zuderschlag) auf dem schmalen von der Blanice umflossenen bewaldeten Felssporn Na husí.
Umliegende Ortschaften sind Křišťanovice im Nordosten, Blanický Mlýn und Blažejovice im Osten, Můstek im Südosten, Chalupy na Blatech im Westen sowie Mlynářovice und Plešivec im Nordwesten.

## Geschichte
Im Jahre 1341 bewilligte der böhmische König Johann von Luxemburg den Brüdern Jenšík, Vavřinec und Pešek von Janovice auf Burg Vimperk die Errichtung einer Schutzburg auf der Gans (montem vulgariter dictum uf der Gans) für ihre neu gegründeten Dörfer um Záblatí. Wegen ihrer Lage über dem Goldenen Steig zwischen Volary und Prachatice diente sie zugleich auch als Wachtburg, wobei sich der König im Falle einer Invasionsgefahr feindlicher Truppen aus Bayern den freien Zugang zur Burg vorbehielt. Karl IV. bestätigte Pešek von Janovice 1359 den Besitz über das castrum Gans mit den zugehörigen 23 Ortschaften, darunter den Städtchen Husinec und Záblatí sowie den Dörfern Křišťanovice, Lažiště, Milešice, Mlynářovice, Řepešín, Zábrdí und Zvěřinec. Im Jahre 1361 wurde die Burg erstmals unter dem tschechischen Namen Huscz erwähnt. Nachdem 1363 das Geschlecht von Janovice im Mannesstamme erlosch, fiel die Herrschaft Gans in königlichen Besitz heim. Um 1390 überließ König Wenzel IV. die Herrschaft seinem Günstling Siegmund Huller von Worlik (Zikmund Huler z Orlíka). Dessen Aufstieg bis zum Unterkämmerer des Königreiches Böhmen endete 1394 durch Amtsenthebung wegen Veruntreuung und Beschlagnahme seines Besitzes; er wurde 1405 hingerichtet. Im Jahre 1399 setzte Wenzel IV. Nikolaus von Pistny als Burggrafen von Gans ein, welcher sich ab 1404 das Prädikat de Huss zulegte. Während des Konfliktes um die Lehre von Jan Hus setzte sich Nikolaus von Hus offen für dessen Lehre ein und wurde 1419 aus Prag verbannt, nachdem er sich für eine Zulassung der Kommunion unter beiderlei Gestalt ausgesprochen hatte. Nach dem Ausbruch der Hussitenkriege wurde Nikolaus von Hus und Čichtitz zu einem der führenden Hauptleute der Taboriten und schlug 1420 während des Ersten Kreuzzuges bei Tábor die königlichen Truppen unter Ulrich von Rosenberg. Nikolaus von Hus verstarb am Heiligabend 1420 in Prag an den Folgen eines Sturzes vom Pferd. Nachfolgender Besitzer der Herrschaft wurde der Ritter Jan Smil von Krems, welcher sich mit Ulrich von Rosenberg zahlreiche Fehden lieferte. 1439 folgte Jan Smil einer Einladung Ulrich von Rosenbergs zu Verhandlungen auf die Burg Krumau, wo er gefangen genommen wurde. Nachfolgend bemächtigte sich der Raubritter Habart Lopata von Hrádek der verwaisten Burg und benutzte sie als Schlupfwinkel für seine Überfälle auf durchreisende Kaufleute auf dem Goldenen Steig. Im Jahre 1441 belagerten Přibík von Klenová, Peter Zmrzlík von Schweißing und Jan Sedlecký von Prachatice die Burg Hus; sie nahmen diese schließlich ein und brannten sie nieder. Obwohl Jan Smil von Krems im Juli 1444 seine Besitzungen Ulrich von Rosenberg überließ, wurde er 1447 in Krumau hingerichtet. Die Burg wurde nie wieder aufgebaut und ihre Reste dem Verfall preisgegeben.

## Anlage
Die Burg Hus bestand aus einer durch Gräben getrennten Innenburg und Vorburg. Erhalten sind im Hochwald überwucherte Reste von zwei Gräben sowie der Mauern. Vom Friedhof in der Wüstung Cudrovice (Zuderschlag) führt ein markierter Wanderweg zur Ruine.